# Acampe carinata
Acampe carinata är en orkidéart som först beskrevs av William Griffiths och som fick sitt nu gällande namn av Gopinath Panigrahi.
Acampe carinata ingår i släktet Acampe och familjen orkidéer. Inga underarter finns listade i Catalogue of Life.